# The Light in the Window
Pour le court métrage américain, voir Light in the Window: The Art of Vermeer.
Pour plus de détails, voir Fiche technique et Distribution.
The Light in the Window est un film muet américain réalisé par Francis Ford et sorti en 1913.

## Fiche technique
- Titre : The Light in the Window
- Réalisation : Francis Ford
- Scénario : Grace Cunard, d'après son histoire
- Genre : Film dramatique
- Durée : 20 minutes
- Dates de sortie :
  -  États-Unis : 25 mars 1913

## Distribution
- William Clifford : Mr Haley
- Grace Cunard : Mrs Haley
- Ray Myers : Richard Haley
- Marion Emmons : Richard Haley, enfant